# 上座部仏教

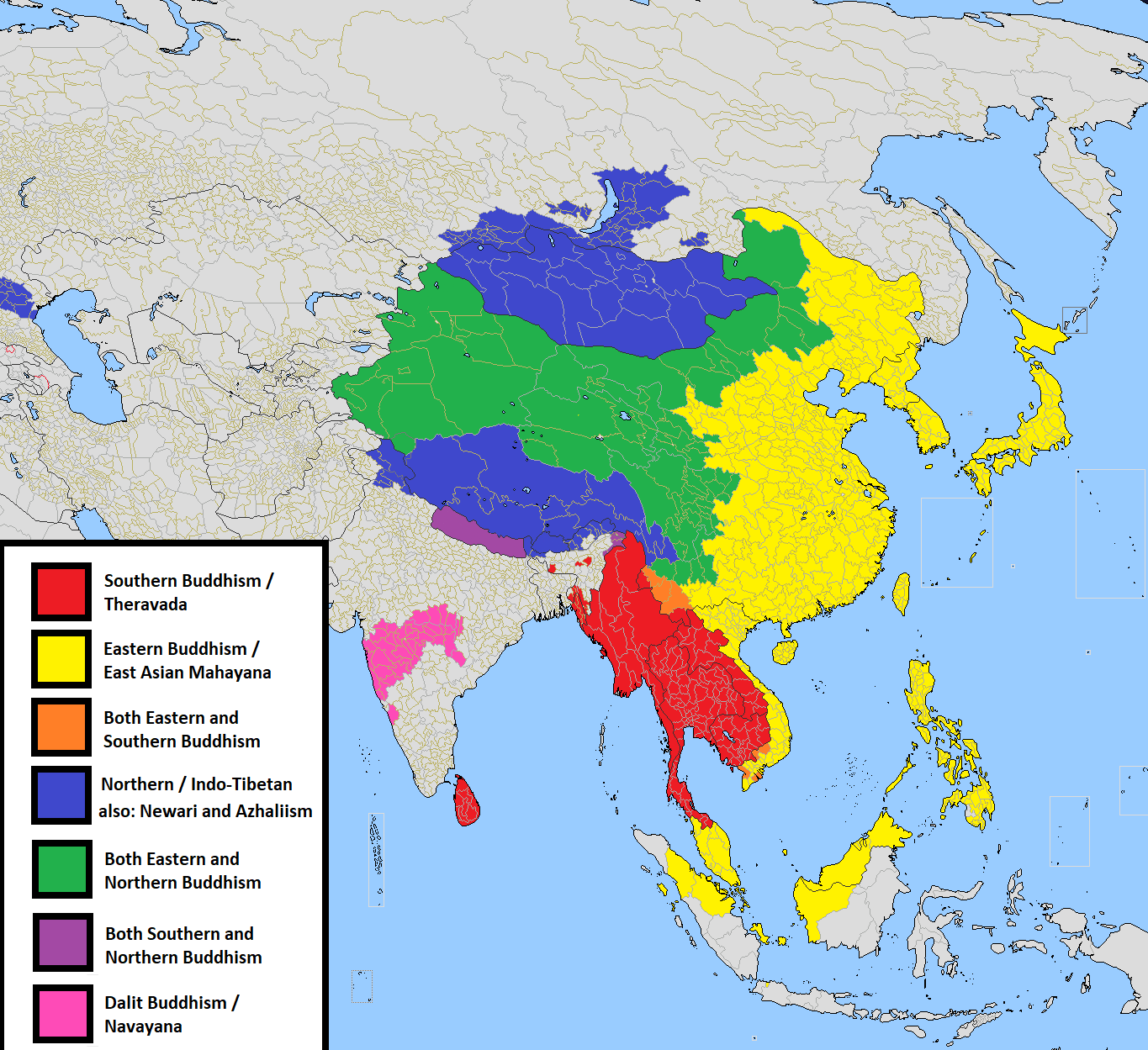
仏教の主要な3つの分類を表した図。赤色がパーリ語仏典を用いる上座部仏教。黄色は漢訳仏典、青色はチベット語仏典を用いる大乗仏教

上座部仏教（じょうざぶぶっきょう、巴: Theravāda、梵: Sthaviravāda、泰: เถรวาท, thěeráwâat、英: Theravada Buddhism）は、仏教の分類のひとつで「長老派」を意味しており、現存する最古の仏教の宗派である。上座仏教 、テーラワーダ仏教（テーラヴァーダ仏教）。パーリ語の三蔵を伝えていることからパーリ仏教ともいう。
仏教は大別すると上座部仏教と大乗仏教の二派（ナヴァヤーナ派を加えれば三派）からなるが、上座部仏教は南アジアや東南アジアで広まっており南伝仏教とも呼ばれる。
仏典にはパーリ仏典を採用し、釈迦の教えが保存されている。 パーリ仏典は古代インド言語であるパーリ語で記され、現存する唯一の完全な仏典であり、上座部においては典礼言語および リングワ・フランカとして機能している。スリランカ、ミャンマー、タイ、カンボジア、ラオスの主要な宗教である。
上座部仏教では、永遠と生まれ変わる輪廻転生によって衆生は老・病・死の苦に永遠と見舞われているが、釈迦は苦に苦しむ衆生を救うため、欲や執着を絶って輪廻から解脱し苦から解放される方法、解脱できない者に対しては輪廻転生で下位に転生しない方法を人々に教授したと解釈する。上座部の教義では、涅槃は「灰身滅智」の状態、または肉体のない不可知的な状態と解釈するが、転生するのは生に対する執着があるからで、執着を絶ちこの世界に再び生まれ出ることがなければ苦を受けることもないと捉える。上座部では浄土という概念はなく、在家信者の善人は六道輪廻の最上位である天界に転生できるが不老不死ではなく、寿命を迎えると再び六道のいずれかに転生すると説く。上座部では、仏陀は過去仏を除いて釈迦如来ただ一人であり釈迦如来のみを信仰の対象とする。天部の神々の存在は認めるが、大乗仏教の大日如来や阿弥陀如来・薬師如来のように釈迦如来以外の仏や釈迦如来より上位に位置する仏を認めず、後世に創作されたものであるとして信仰の対象にしない。
上座部の修行僧は仏陀に次ぐ存在である阿羅漢になり解脱することを目指す。

## 名称
仏教は、一般に、初期仏教・部派仏教・大乗仏教に分類される。部派仏教とは、初期仏教教団の根本分裂によって上座部と大衆部が生じ、これがさらに分派して多くの部派が分立した時代の仏教を総称するために明治期の日本で使われ始めた仏教学用語である。今日の南方諸国に伝わる仏教は「上座部」（テーラヴァーダ）の名をもって自ら任じており、部派仏教時代の仏教の末裔とされる。
近代以降に上座部仏教と呼ばれるようになった仏教の源流はスリランカの上座部である（他の部派は消滅）。歴史上、スリランカ上座部には三つの派が存在したが、そのうちの大寺派がタイ、ミャンマー、カンボジア、ラオス等の諸国にも伝わって今も存続している。
「上座」 (thera) とはサンガ内で尊敬される比丘のことで、「長老」とも漢訳される。 東アジア、チベット、ベトナムへ伝わった大乗仏教（北伝仏教）とは異なる歴史経過をたどった。「小乗仏教」と呼ばれることもあるが、南伝仏教側の自称ではなく、そのように呼称するのは不適切とされる。

## 特徴

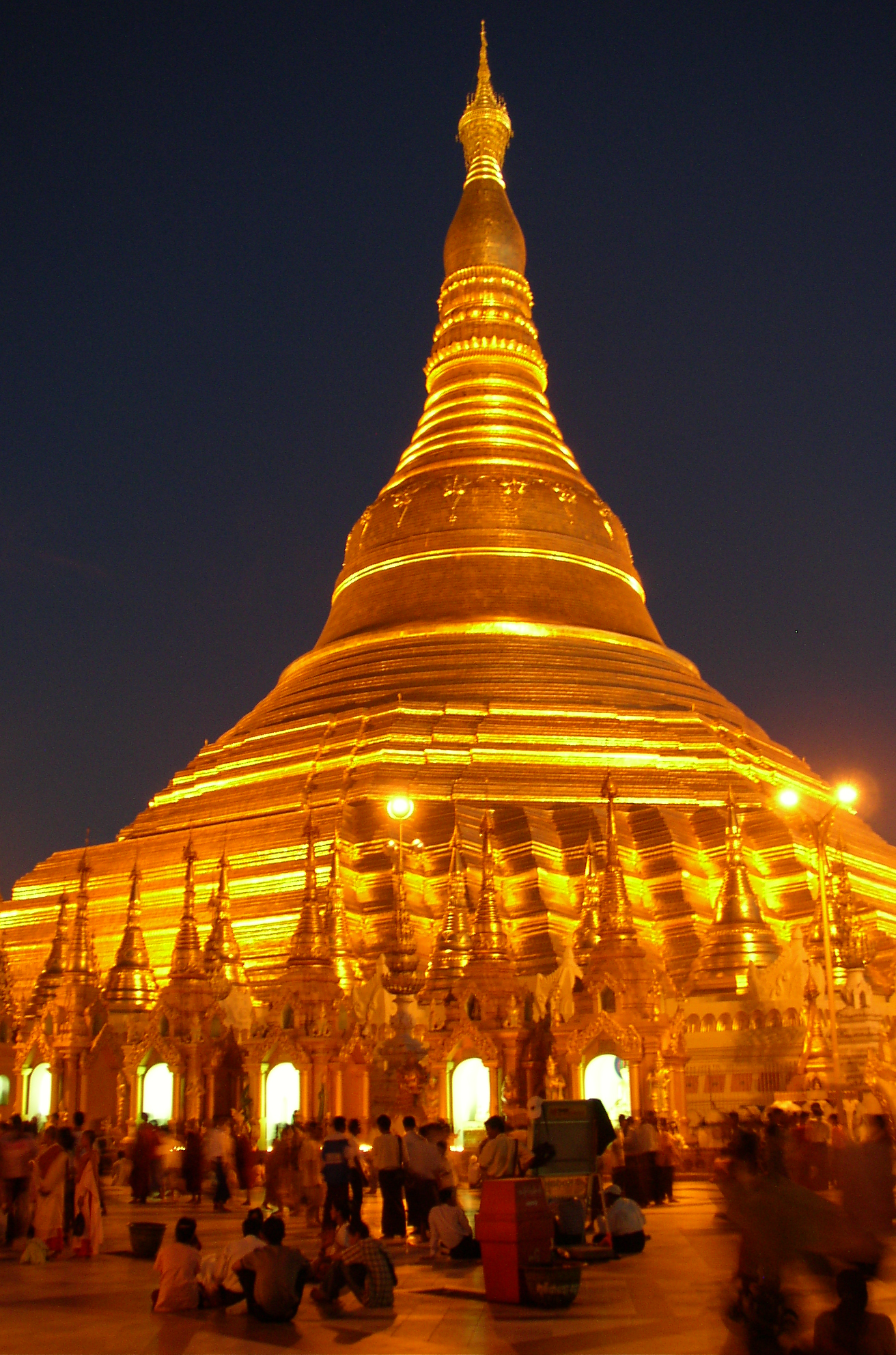
シュエダゴン・パゴダ（ミャンマー）

### 聖典
上座部における聖典の本質は、書写された経巻そのものにあるのではなく、それが有情によって記憶・実践・暗誦されていることにこそある(清水2018pp.26-27)。
大乗仏教では後代の仏説ごとに仏典が作られたが、上座部仏教では同一の内容をシンハラ文字など各民族の文字によって記したパーリ三蔵が継承されている。上座部仏教の仏典は「読む」書物というよりも「詠む」書物であり、声を介して仏典を身体に留める伝統が培われた。仏典の継承は口授によって行われるため、戒法の継承は文字経典を求めるより戒や教説を体得した比丘を招く形で行われる。
上座部仏教では波羅提木叉（出家者の戒律）を守る比丘・僧伽（サンガ（教団））と彼らを支える在家信徒の努力によって初期仏教教団、つまり釈迦の教えを純粋な形で保存してきたとされる。しかし、各部派の異同を等価に捉え、漢訳・チベット語訳三蔵に記録された部派仏教の教えや、さらに近年パキスタンで発見された部派仏教系の教典と上座部のパーリ教典を比較研究する仏教学者の立場からは、上座部は部派仏教時代の教義と実践を現在に伝える唯一の宗派であると評価されるに留まる。

### 教義

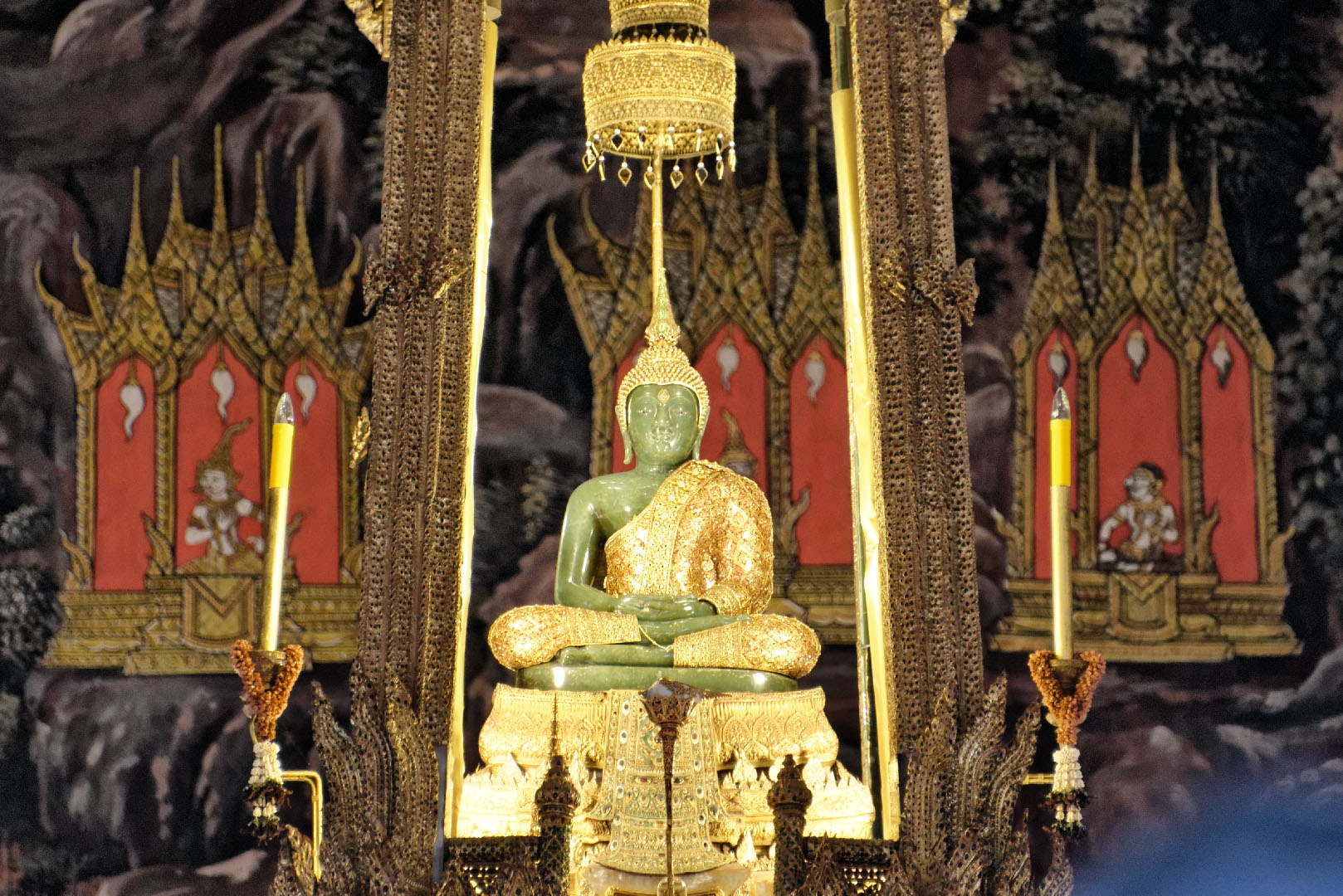
タイのエメラルド仏

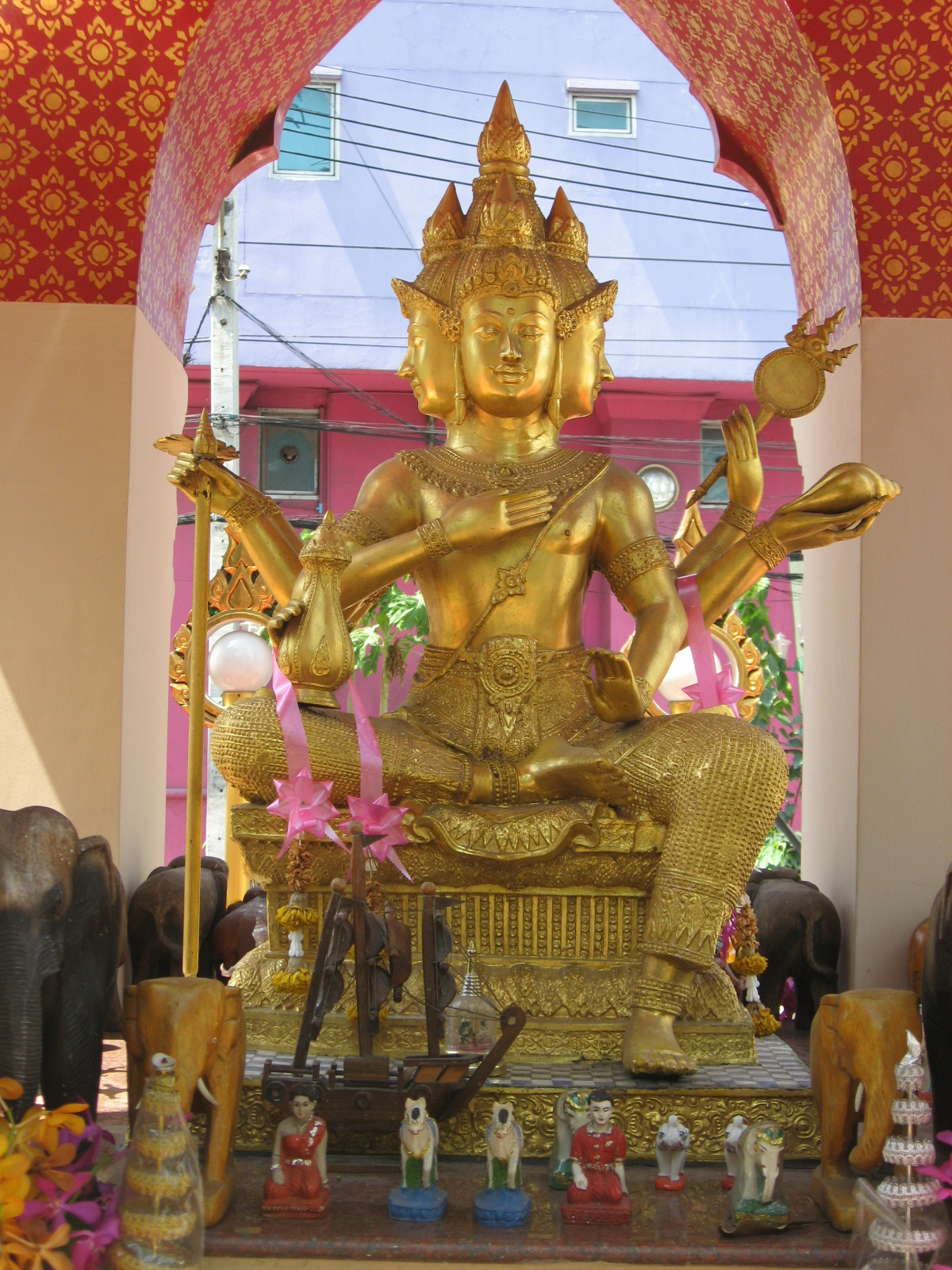
タイのバンコクで祀られる梵天（ブラフマー）像

上座部仏教の教義では、次のようにされている。限りない輪廻を繰り返す生は「苦しみ (dukkha)」である。この苦しみの原因は、無明によって生じる執着である。そして、無明を断ち輪廻から解脱するための最も効果的な方法は、戒律の厳守、瞑想の修行による八正道の実践（paṭipatti）であるとする。上座部仏教では、釈迦によって定められた戒律と教え、悟りへ至る智慧と慈悲の実践を純粋に守り伝える姿勢を根幹に据えてきたと主張している。古代インドの俗語起源のパーリ語で記録された共通の三蔵 (tipitaka) （パーリ仏典）に依拠し、教義面でもスリランカ大寺派の系統に統一されている点など、大乗仏教の多様性と比して特徴的である。
出家者と在家信者の関係は、衆生の無知蒙昧を上から啓蒙するといった、上から下への一方的な関係ではない。自力救済を目指し修行する出家者とは、在家者にとっては自分になり変わって悪行を避ける営みに専念する存在である。俗世の損得で言えば無用な存在ながら、脱俗し悪行を避けて生きる出家者を肯定し布施することで在家者は功徳を積む。十波羅蜜をとるが、波羅蜜は人格形成のための日常的な所作としての位置づけで、大乗仏教のものと順序や名称が異なる。
大乗仏教と比較して上座部仏教の教義を箇条書きにすると以下の特徴がある。上座部仏教の側からは大乗仏教の教義は後世に成立したもので釈迦の直説ではないと考えている（大乗非仏説）。
- 教義は輪廻転生（六道輪廻）を前提とする。
- 釈迦は現世を一切皆苦とし、欲や執着を絶って輪廻から解脱して二度と生まれ変わることなく涅槃に至る状態（「灰身滅智」の状態、または肉体のない不可知的な状態）が至高だと説いたとする。すなわちこの世界に再び生まれ出ることがなければ苦を受けることもないと解釈する。出家者は仏陀に次ぐ存在である阿羅漢になり解脱することを目指す。修行は瞑想（サマタ瞑想・ヴィパッサナー瞑想）を重視する。
- 出家者（比丘）は在家信者が死後の輪廻転生で下位へ転生しないよう教化する役割を担う。在家信者は八正道の実践や出家者への布施などの功徳を積むことで、死後の輪廻転生で現在の境遇よりも下位に転生することが避けられるとする。善人は六道輪廻の最上位である天界に転生できるが不老不死ではなく、寿命を迎えると再び六道のいずれかに転生する。
- 上座部仏教では、仏は釈迦如来のみを信仰の対象とする。大乗仏教の経典（『華厳経』『阿弥陀経』など）では、釈迦は法身・報身の他の仏（毘盧遮那如来・阿弥陀如来・薬師如来など）の功徳を説いたとされ、現世利益（例えば薬師如来の病平癒の功徳、大日如来への加持祈祷）や来世救済（例えば阿弥陀如来の教化する西方浄土への往生）のためこれらの仏も信仰される。しかし上座部仏教の教義では、釈迦は現世利益や来世救済（浄土への往生など）について説いていないとし、大乗仏典は後世に創作されたものと解釈する（釈迦如来以外の仏の否定）。スリランカでは上座部仏教と大乗仏教の双方が11世紀まで信仰されていたが、スリランカ王パラッカマバーフ1世（英語版）によって大乗仏教は「経典捏造による謗法」だとして信仰することが禁じられ、スリランカから一掃された。

- 仏陀になった釈迦如来を六神通を使う超人的な存在として捉え、梵天（ブラフマー）などの天部の神々の存在を認める（この点は大乗仏教と同じ）。ただし釈迦如来より上位に位置する仏や仏界（浄土）の存在は想定しない。大乗仏教の教義と同じく天部の神々は神通力を使う超人的な存在であるが不老不死ではない。

- 釈迦如来は輪廻転生の中で功徳を積み、悟りを得て仏陀になったと解釈する。釈迦如来の前世については『パーリ仏典』のジャータカに詳しい。入滅後の釈迦如来は「涅槃に入り無に帰した（灰身滅智）」か「法身として存在している」かの教義解釈は一様ではない（前者の教義解釈が上座部では一般的である）。

- 解脱について『パーリ仏典』では釈迦は次のように述べたと記録される。

わが解脱は達成された。これが最後の生まれであり、もはや二度と生まれ変わることはない。
—聖求経

比丘たちよ、このように見て、聖なる言葉を聞く弟子は、色を厭離し、受を厭離し、想を厭離し、サンカーラを厭離し、識を厭離する。

厭離のゆえに貪りを離れる。貪りを離れるゆえに解脱する。解脱すれば「解脱した」という智慧が生じる。

「生は尽きた。梵行は完成した。なされるべきことはなされ、もはや二度と生まれ変わることはない」と了知するのである。
—初転法輪（律蔵犍度, 大犍度） 

ビンギヤが尋ねた。
「私は年をとったし、力もなく、容貌も衰えています。眼もはっきりしませんし、耳もよく聞こえません。私が迷ったまま死ぬことのないようにして下さい。どうしたらこの世において生と老衰とを捨て去ることができるのですか。その理（ことわり）を説いてください。それを私は知りたいのです。」
師（釈迦）は答えた
「ビンギヤよ。物質的な形態があるが故に人々は害され、物質的な形態があるが故に人々は病などに悩まされる。ビンギヤよ。それ故に、あなたは怠ることなく、物質的形態を捨てて、再び生存状態に戻らないようにせよ。」
「四方と上と下と、これらの十方の世界において、あなたに見られず、聞かれず、考えられず、また認識できないものもありません。どうか理法を説いてください。それを私は知りたいのです。─どうしたらこの世において（輪廻転生せず）生と老いとを捨て去ることができるかを。」
師は答えた
「ビンギヤよ。人々は妄執に陥って苦悩を生じ老いに襲われているのをあなたは見ているのだから、それ故にビンギヤよ、あなたは怠ることなく励み妄執を捨てて再び迷いの生存状態に戻らないようにせよ。」
—『スッタニパータ』彼岸に至る道の章、Piṅgiyamāṇavapucchā
上座部仏教と直接の関係はないが、オウム真理教事件ではオウム真理教が『パーリ仏典』や上座部仏教の用語などを自らの教義に転用し、また行いの正当化のために用いたため、上座部仏教は風評被害を受けた。

### タブー
国民の90%以上が上座部仏教徒であるタイについて、外務省から教義に則した注意喚起が発信されている。
- 寺院や儀式を侮辱したり、妨害したりする行為は厳しく罰せられる
- 仏像は倒壊したものであっても神聖なものとされている
- 仏像の無断持ち出し禁止
- 僧侶は、絶対に女性（子供を含む）に触れたり、触れられたりしてはいけない
- 身体のうち、頭部は精霊が宿る場所として神聖視されており、頭部に触れることはタブーとされている。子供の頭をなでることもトラブルの原因となる（同様の考えを持つ国として、ベトナム、ラオス、ミャンマーも挙げられている[28]）
- 足は不浄とされているので、足裏を第三者に向けて座ったり、間違っても足で人を指すような仕草をすることは避ける

## 上座部の歴史

### 発祥
釈迦在世の仏教においては、出家者に対する戒律は多岐にわたって定められていたが、釈迦の死後、仏教が伝播すると当初の戒律を守ることが難しい地域などが発生した。仏教がインド北部に伝播すると、食慣習の違いから、正午以前に托鉢を済ませることが困難であった。午前中に托鉢・食事を済ませることは戒律の一つであったが、正午以降に昼食を取るものや、金銭を受け取って食べ物を買い正午までに昼食を済ませる出家者が現れた。戒律の変更に関して、釈迦は生前、重要でない戒律はサンガの同意によって改めることを許していたが、どの戒律を変更可能な戒律として認定するかという点や、戒律の解釈について意見が分かれた。また、その他いくつかの戒律についても、変更を支持する者と反対する者にわかれた。
この問題を収拾するために、会議（結集、第二結集）が持たれ、この時点では議題に上った問題に関して戒律の変更を認めない（金銭の授受等の議題に上った案件は戒律違反との）決定がなされたが、あくまで戒律の修正を支持するグループによって大衆部が発生した。大衆部と、戒律変更を認めない上座部との根本分裂を経て枝葉分裂が起こり、部派仏教の時代に入ることとなった。厳密ではないが、おおよそ戒律維持を支持したグループが現在の上座部仏教に相当する。

### 部派仏教時代

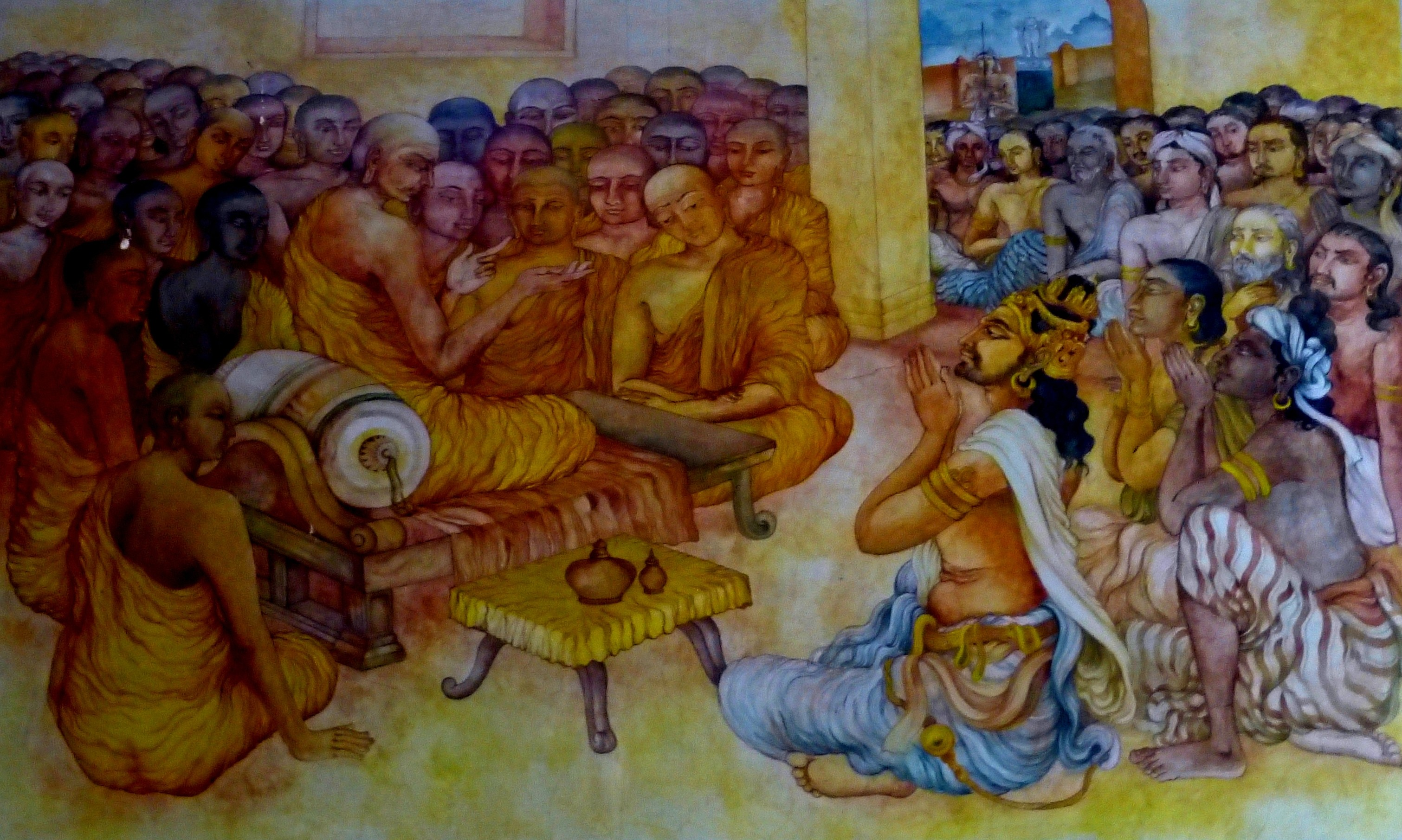
アショーカ王と師の目犍連帝須（もくけんれんたいしゅ）僧

その後、部派仏教の時代には、上座部系部派の説一切有部が大きな勢力を誇った。新興の大乗仏教が主な論敵としたのはこの説一切有部、もしくはそのうちの一派であるとされる。大乗仏教側は論難に際して、（自己の修行により自己一人のみが救われる）小乗（しょうじょう；ヒーナヤーナ、Hīnayāna）と呼んだとされる。なお、大乗の語や音写語の摩訶衍は、初期仏教の聖典として伝存する阿含経の漢訳や、部派教典の論蔵の漢訳にもみられる。大乗仏教は北インドから中央アジアを経て東アジアに広がった。
各部派では、仏説とされる経と律とが伝承され、それらを註釈した論が作られた（経蔵・律蔵・論蔵の三蔵）。南方上座部の伝える経蔵（パーリ・ニカーヤ）は五部に分かれており、「小部」を除く4つは漢訳の4つの阿含経と一定の対応関係がある（大正新脩大蔵経では、漢訳の阿含経は阿含部に収載、法句経など一部は本縁部他に収蔵）。論蔵 (Abhidhamma-piṭaka) には上座部仏教が受持する7種の論蔵と漢訳された説一切有部の7部の論蔵があるが、両者に共通点がないことから部派仏教時代以降の確立とみられ、論蔵の成立は部派仏教の大きな特徴のひとつである。この時代にはアビダルマ（「ダルマに対して」の意；対法）とは論書を指した。各部派においてそれぞれの論を通じて教義の整備が進められた状況があったと考えられ、部派仏教をアビダルマ仏教と呼ぶこともある。なお、中国、チベット、ベトナム、朝鮮、日本等の地域に伝わったのが大乗仏教で、いわゆる北伝仏教である。

### 南伝以後

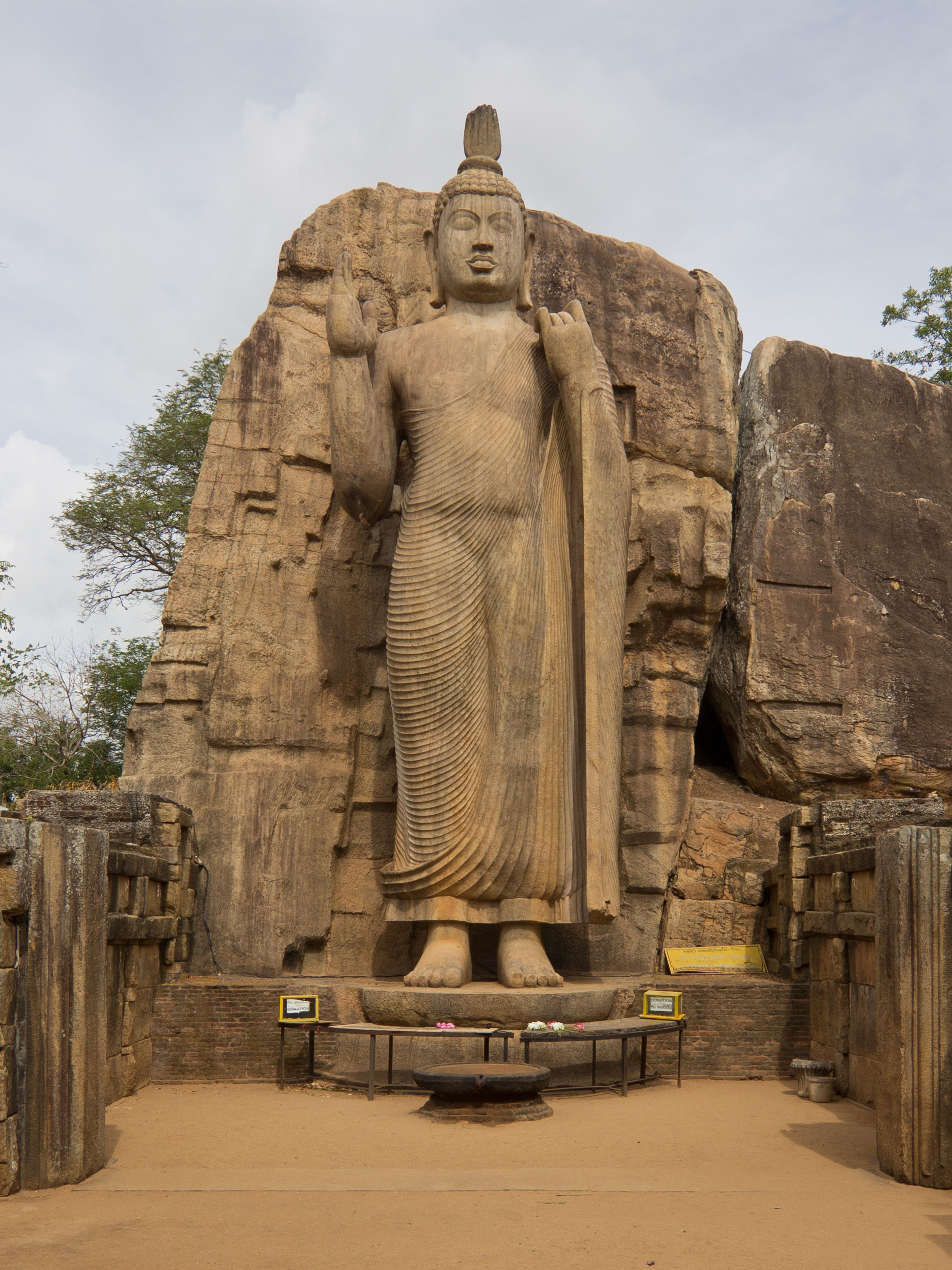
スリランカの仏像（5世紀）

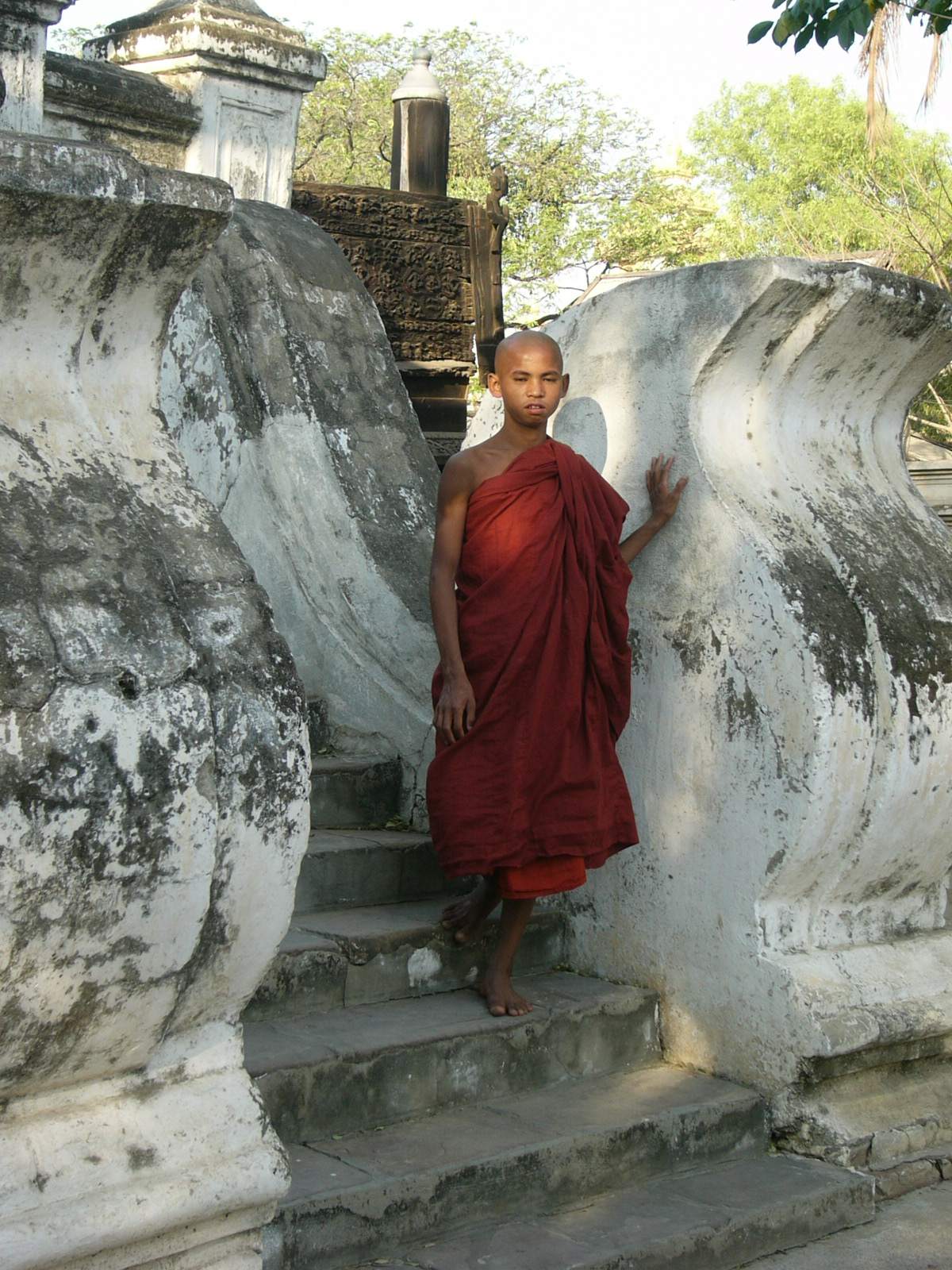
若いビルマの僧

南アジアに存在した諸部派のうち、スリランカを本拠地としてインド本土へも進出した「上座部」(Theravāda) を名乗る一派が、今日に至るまで存続している上座部仏教の源流である。スリランカ上座部は、紀元前3世紀にインドから上座部系の一部派が伝わったことに始まるとされる。スリランカの伝承では、当地に仏教を伝えたのはマウリヤ朝のアショーカの師モッガリプッタ・ティッサの弟子にしてアショーカの子マヒンダであったという。スリランカ上座部の成立年代は考古学資料等から紀元後3-4世紀と推定される。5世紀には、南インドから来島したブッダゴーサが『清浄道論』をはじめとする註釈文献を編纂して上座部の教学を大成し、その後もダンマパーラ等の学匠が南インドで活動していたことから、スリランカ上座部のネットワークが当時の南インドに広がっていた様子がうかがわれる。12世紀には、スリランカの国家政策によって当地の上座部三派は大乗を非仏説として斥ける大寺派に一本化され、その結果、大乗仏教はスリランカから一掃された。
上座部仏教はミャンマー、タイなど東南アジア方面にも伝播した。南伝仏教という呼称はこの背景に由来する。ミャンマーでは11世紀に上座部のサンガが招来され、13世紀にはタイとカンボジアにもスリランカ上座部が伝来した。その後、大交易時代に成立した東南アジア諸王朝では、王権の主導によって上座部大寺派が主流の宗教となった。
スリランカでは16世紀以降、ポルトガル・オランダ・イギリスによる植民地化も一因となり、仏教が衰退した。現在のスリランカの仏教三大宗派であるシャム派（1753年設立）・アマラプラ派（1803年設立）・ラーマンニャ派（1864年設立）は、いずれも18世紀以降にタイやビルマの仏教を介して新たに復興させたものである(スリランカの仏教#伝播・復興)。
上座部仏教の仏典結集は、紀元前1世紀にスリランカで第4結集が(南伝仏教でのカウント。北伝仏教では、2世紀のカニシカ王の時の仏典結集を第4結集とカウントする)、1871年に英国に併合される（1886年）前のビルマで第5結集が、1954年に同じくビルマで第6結集が行われた(結集#近代以降)。

## 現状

### 上座部仏教が多数宗教である地域
現在、上座部仏教は、スリランカ、タイ、ミャンマー、ラオス、カンボジアの各国で多数宗教を占める。またベトナム南部に多くの信徒を抱え、インド、バングラデシュ、マレーシア、インドネシアにも少数派のコミュニティが存在する。中国の雲南省・貴州省などに分布するタイ系の諸民族の間でも信仰されている。
これらの地域では、上座部仏教は人びとに精神的支柱を提供し、また仏教的理念にもとづく人権擁護や社会的和解を模索する運動も見られるが、その一方で、さまざまな問題もある。
スリランカでは、シンハラ仏教ナショナリズムの行き過ぎによって政治と経済が混乱し、2022年には大統領が国外へ逃亡する事態となった。2012年に仏教僧が設立したボドゥ・バラ・セナ（BBS）は仏教過激派グループで、反イスラム暴動を扇動し、死傷者を出したと告発されている(仏教と暴力#スリランカ)。またシャム派はゴイガマ・カースト（農民）だけを入団させるなど、スリランカの上座部仏教は身分差別的なカースト制度と今も密接に結びついている。
タイでは、僧侶の腐敗事件などが続発した結果、サンガの権威は大きく動揺し、上座部仏教の社会的影響力も低下が顕著であり、お守りに頼ったり現世利益のみを求める行動がさかんとなっている。近年も、僧侶による汚職、殺人、薬物取引に関連する逮捕や重大なスキャンダルが立て続けに起こっている。1970年代には、プラ・キティウットーのような民族主義的な仏教僧が、共産主義者を殺しても仏教の戒律に違反しないと主張していた(仏教と暴力#タイ)。
ミャンマーでも、民族主義的な僧侶が、民衆の暴力行為を扇動してきた(仏教と暴力#ミャンマー)。ラカイン州では、仏教徒であるアラカン人（ラカイン人）とイスラーム教徒であるロヒンギャの間で死者の出る衝突が頻発しているが、強硬派仏教徒集団「マバタ」はミャンマー市民のロヒンギャに対する憎悪を煽っている。

### 比丘尼の僧伽（サンガ）の不在
上座部においては古代スリランカにおける戦乱の時代に比丘と比丘尼（尼僧）僧伽（サンガ）が両方とも滅亡した。比丘の僧伽はビルマに伝播していたために復興がかなったが、比丘尼の僧伽はこれによって消滅となった。だが近年、台湾に残存する、中国仏教の比丘尼の伝統を使って上座部の比丘尼の僧伽の復興がはかられているが、その正統性は、上座部が大乗を異端とみなしているということもあいまって教義的に問題視されている。教義に抵触しない形での女性の出家形態として、タイではメーチー (mae chi)、ミャンマーではティラシン (thila shin) と呼ばれている、正式な比丘尼とはみなされないものの、実質的には尼僧としての出家生活を営む女性たちがいる。

### 欧米との関係
アジアの上座部仏教圏のほとんどは西欧列強の植民地支配を受けた。宗主国で、支配地の文化研究が植民地政策の補助として奨励されたため、仏教、ヒンドゥー教、イスラム教の経典・教典の文献学的研究はイギリス（スリランカとミャンマーの旧宗主国）を中心に欧州で早くから進んだ。ロンドンのパーリ・テキスト協会から刊行されたパーリ三蔵（PTS版）は過去の仏教研究者のもっとも重要な地位を占めた。その後イギリスは植民地の宗主国としての地位を喪失し、大学でも日本のようなインド哲学科が設置されることはなく、サンスクリット語研究はオックスフォード大学で細々と行われている。一方で欧米人の中から上座部仏教の比丘になる者や、またスリランカでは大学を卒業し英語の堪能なスリランカ出身の比丘が中心となり（公用語はシンハラ語とタミル語。連結語として英語も憲法上認められている）、大学という枠組みの外でパーリ三蔵の翻訳が活発である。
一方で、イギリスの旧植民地のスリランカやビルマ、タイから移民や難民がアングロサクソン系のイギリス、カナダ、アメリカ合衆国、オーストラリアに大規模に流入した関係で、欧米への布教伝道も旺盛に行われている。欧米にはチベット密教系や東アジアの禅宗系と並んで、あるいはそれ以上に数多くの、上座部仏教の寺院や団体がある。

### 日本との関係
中国仏教では部派仏教全体を指して小乗仏教と呼び、日本もそれを受け継いだが、「小乗」とは「大乗」に対して「劣った教え」という意味でつけられた蔑称であり、上座部仏教側が自称することはない。世界仏教徒の交流が深まった近代以降には相互尊重の立場から批判が強まり、徐々に使われなくなった。1950年6月、世界仏教徒連盟の主催する第一回世界仏教徒会議がコロンボで開催された際、小乗仏教という呼称は使わないことが決議されている。
仏教伝来以来、長く大乗相応の地とされてきた日本では、明治にスリランカに留学した日本人僧である釈興然（グナラタナ）によって、上座部仏教の移植が試みられた。また日本は明治以降欧米に留学した仏教学者によって、北伝仏教の国としてはもっとも早く『パーリ仏典』の翻訳（「南伝大蔵経」）と研究が進められた国である。しかし伝統的な仏教勢力が大勢を占めるなかで、上座部仏教の社会的認知度は低かった。
上座部仏教に由来する瞑想法であるヴィパッサナー瞑想が1970年代頃から世界的に広まったが、この時期には日本では普及しなかった。1990年代からアルボムッレ・スマナサーラの布教活動を中心にして上座部仏教はヴィパッサナー瞑想とともに日本に浸透しつつある。現在はタイ、ミャンマー、スリランカ出身の僧侶を中心とした複数の寺院や団体を通じて布教伝道活動がなされているほか、戒壇が作られたこともあって日本人出家者（比丘）も誕生している。

## 画像集

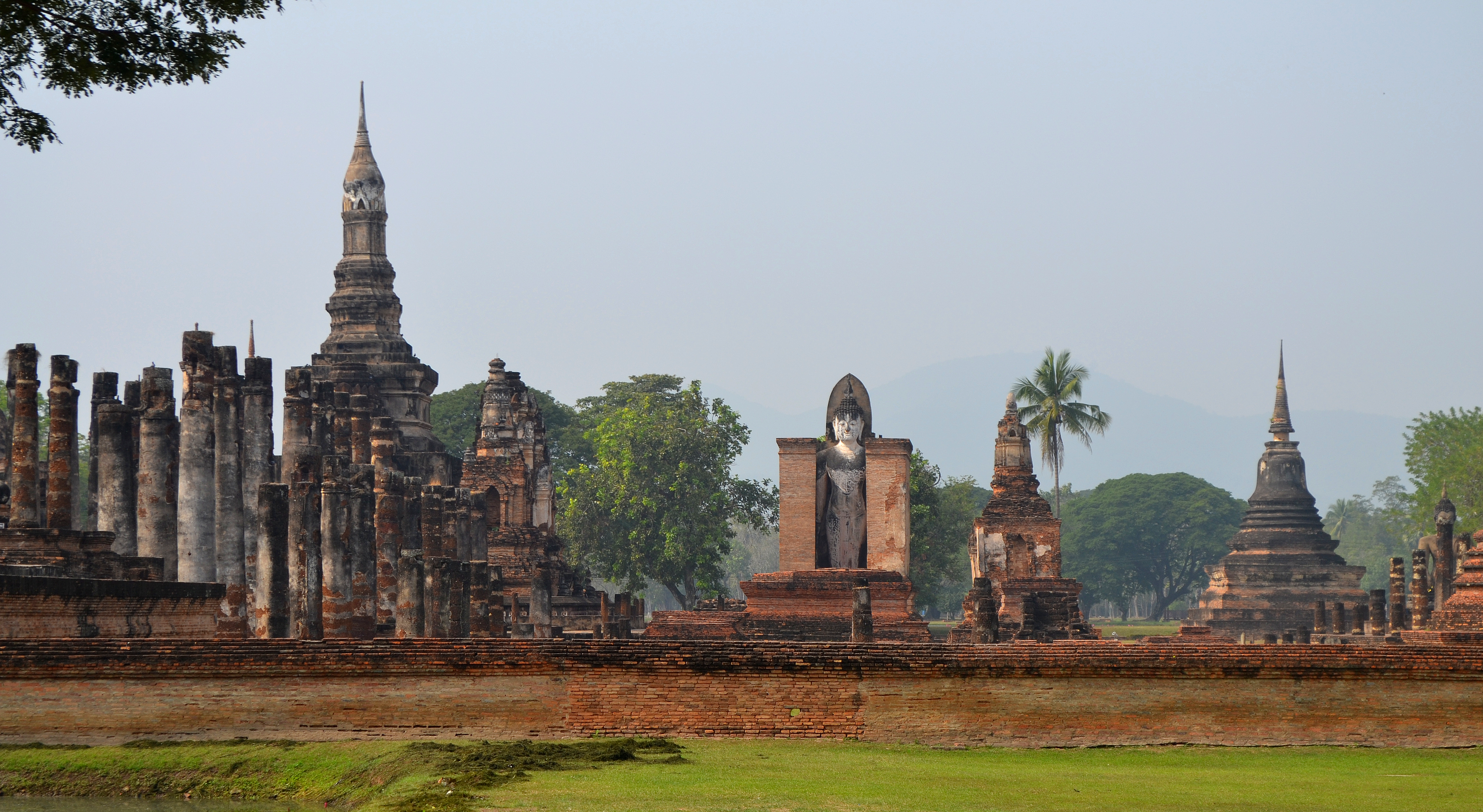
スコータイ歴史公園（タイ王国）
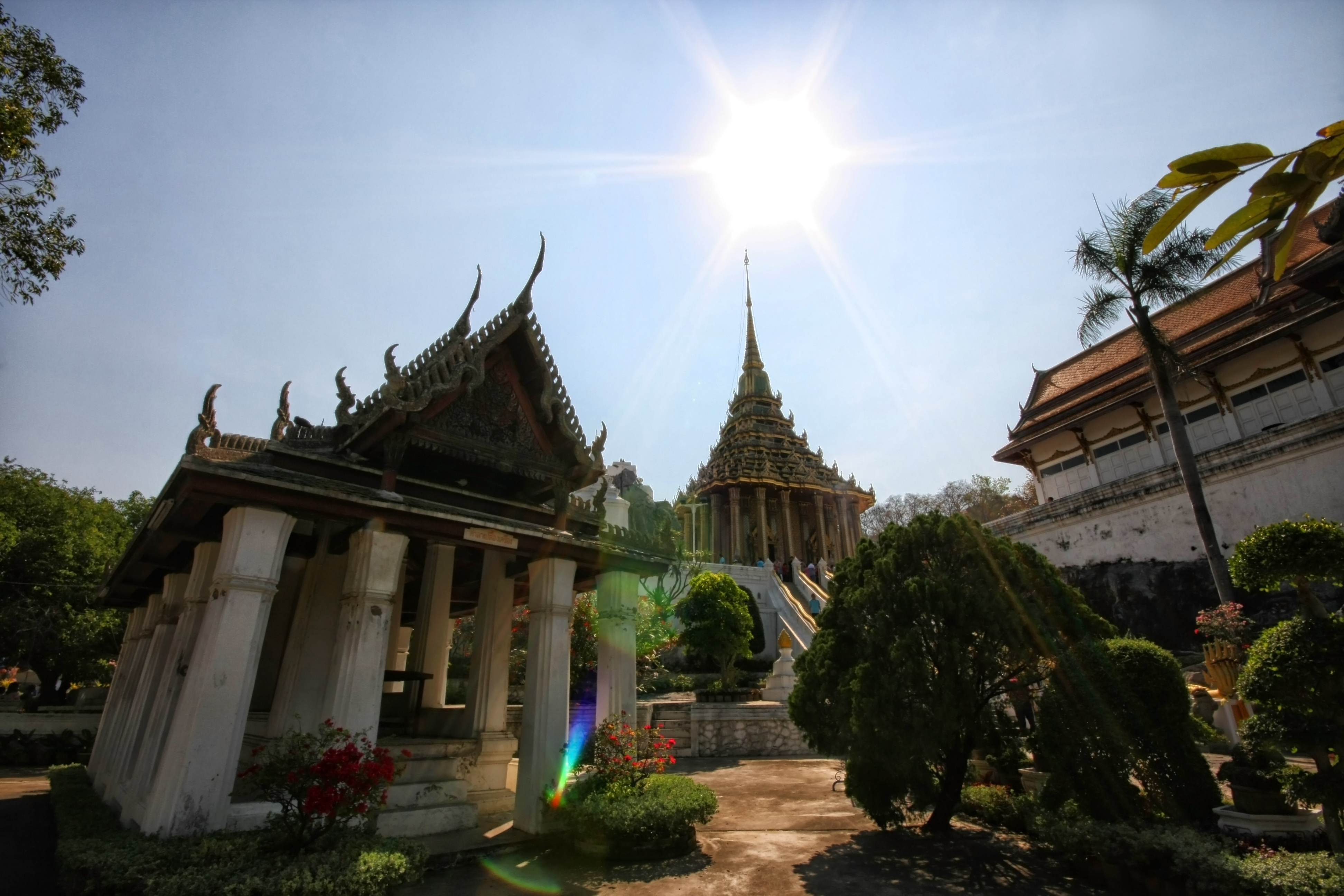
ワットプラプッタバート寺院（タイ王国）
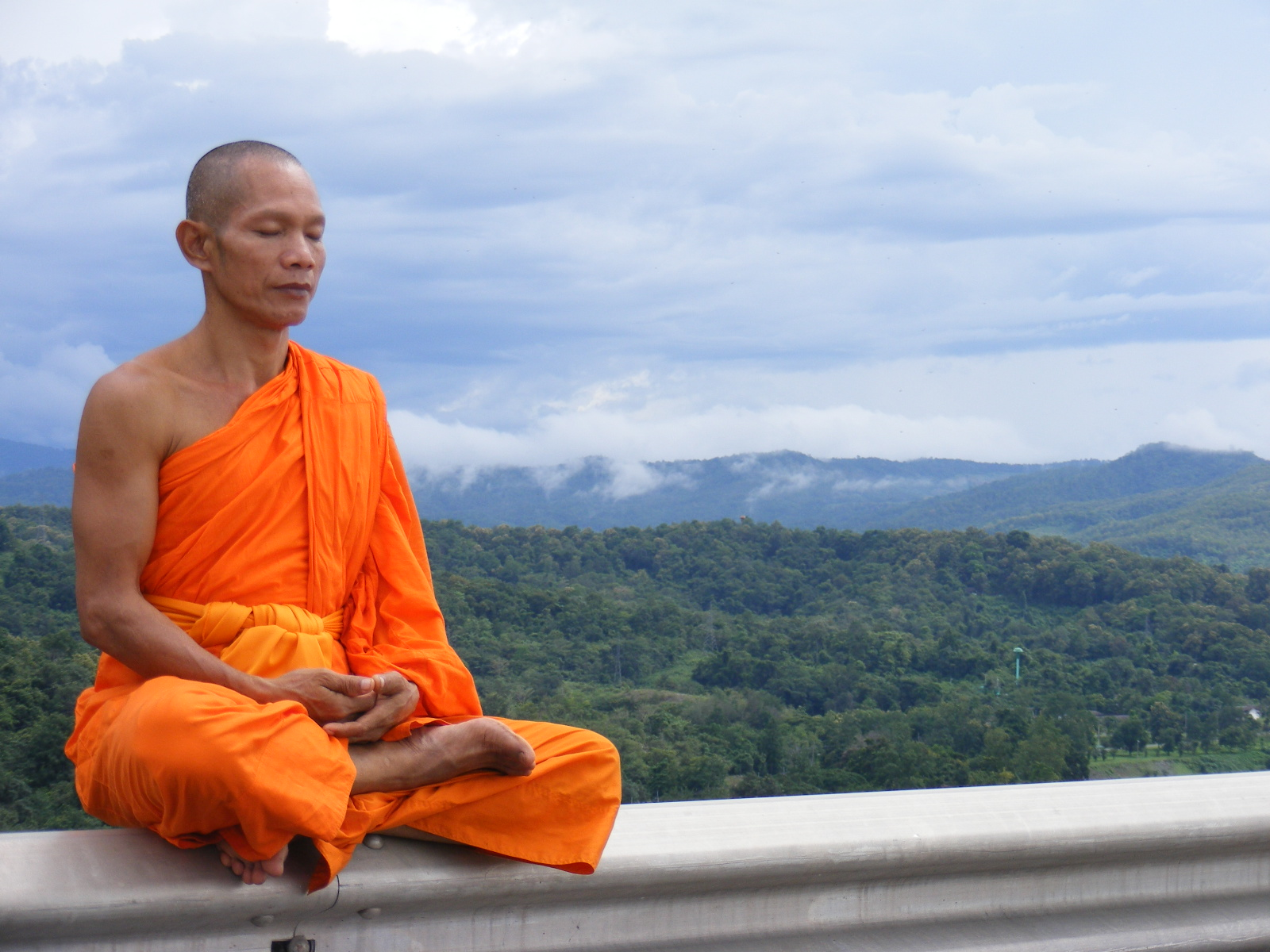
瞑想するタイの僧侶
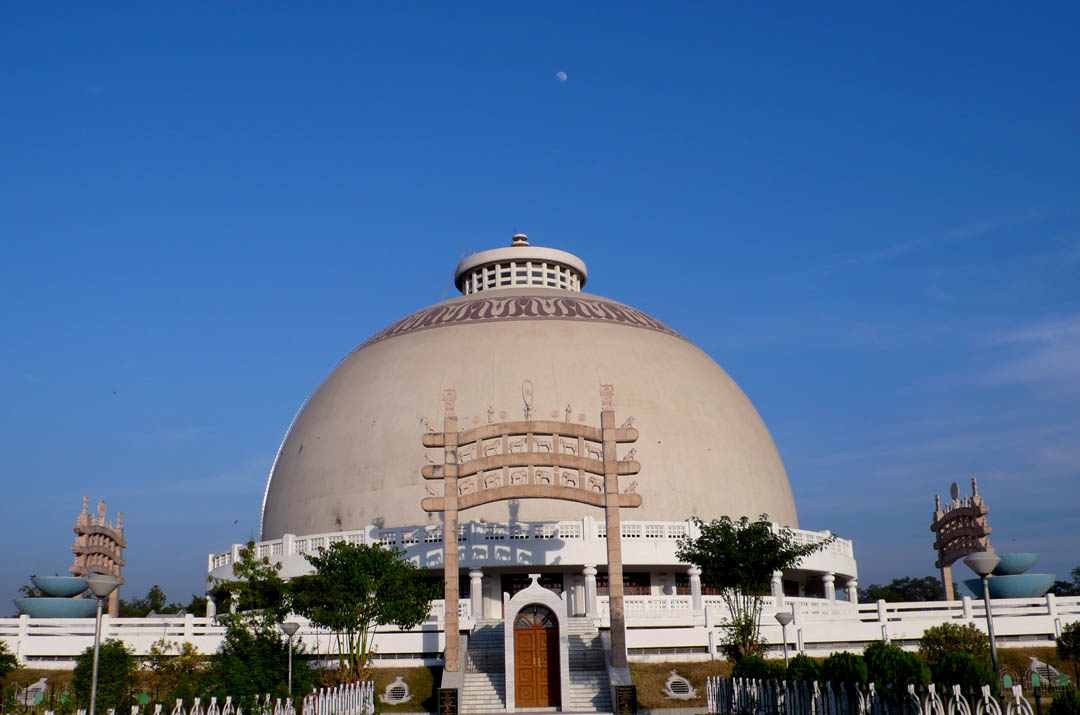
ディークシャーブーミのストゥーパ（インド）
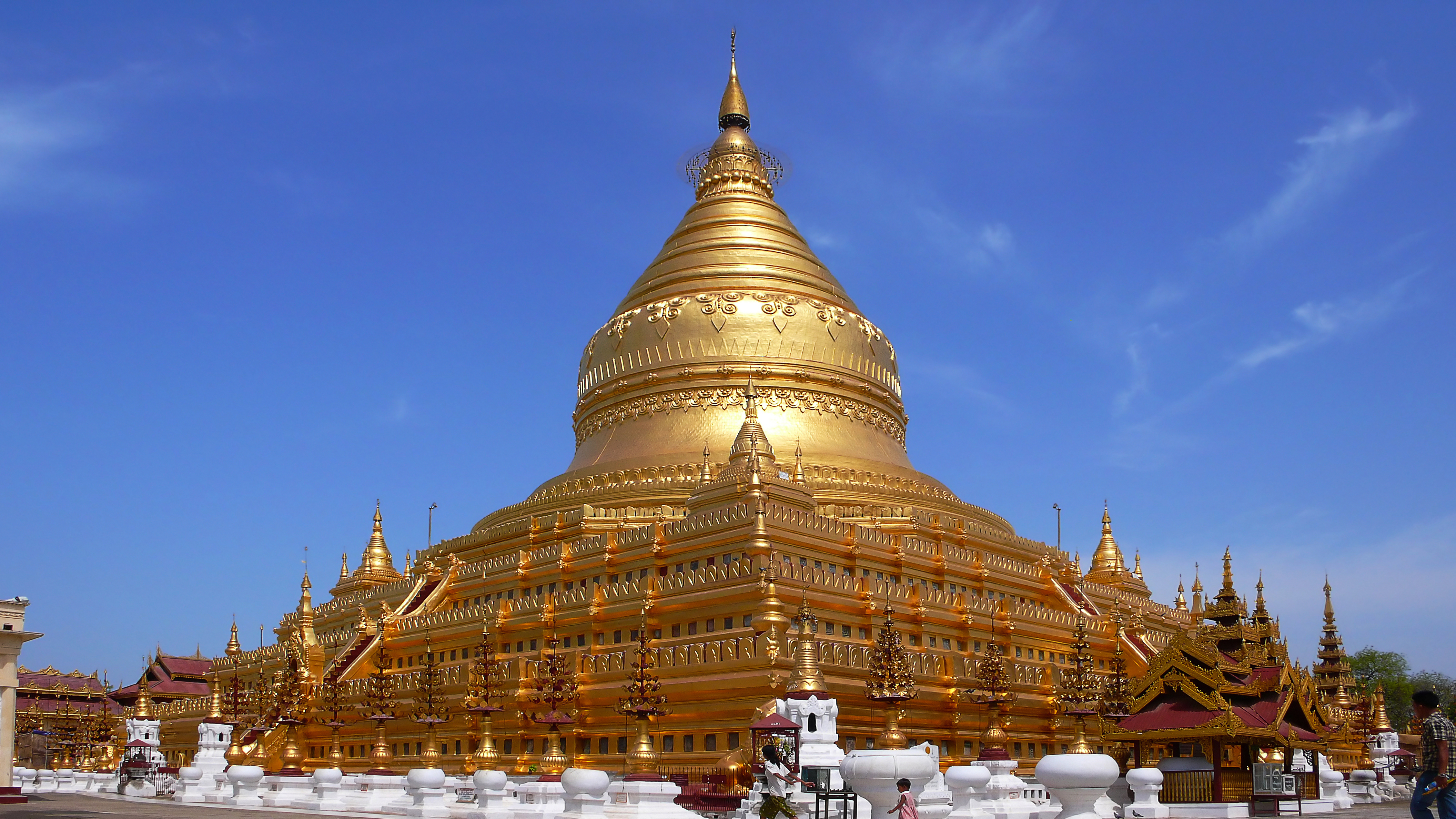
シュエズィーゴン・パゴダ（ミャンマー）
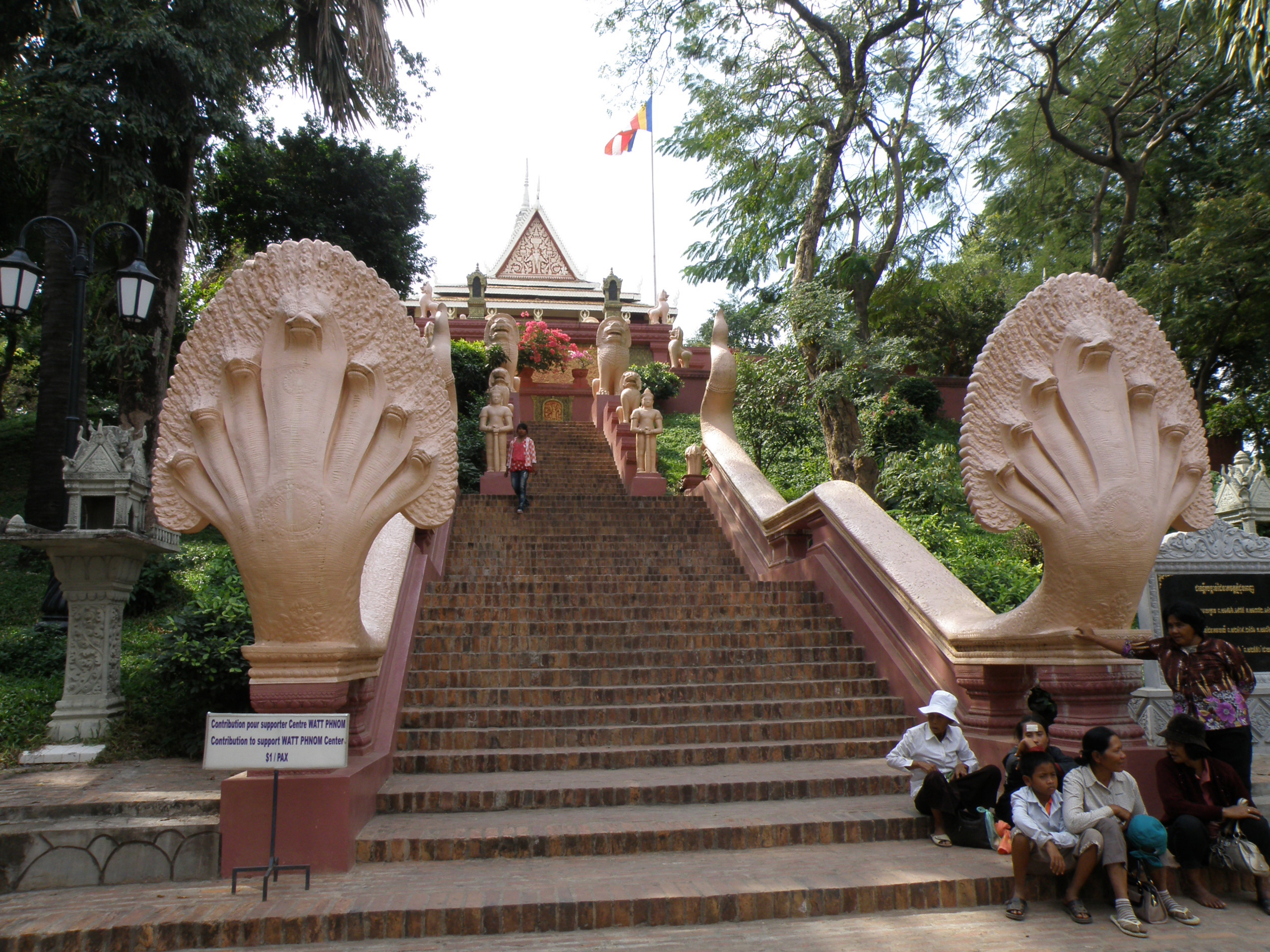
ナーガ像に囲まれたワット・プノン寺院の階段（カンボジア）
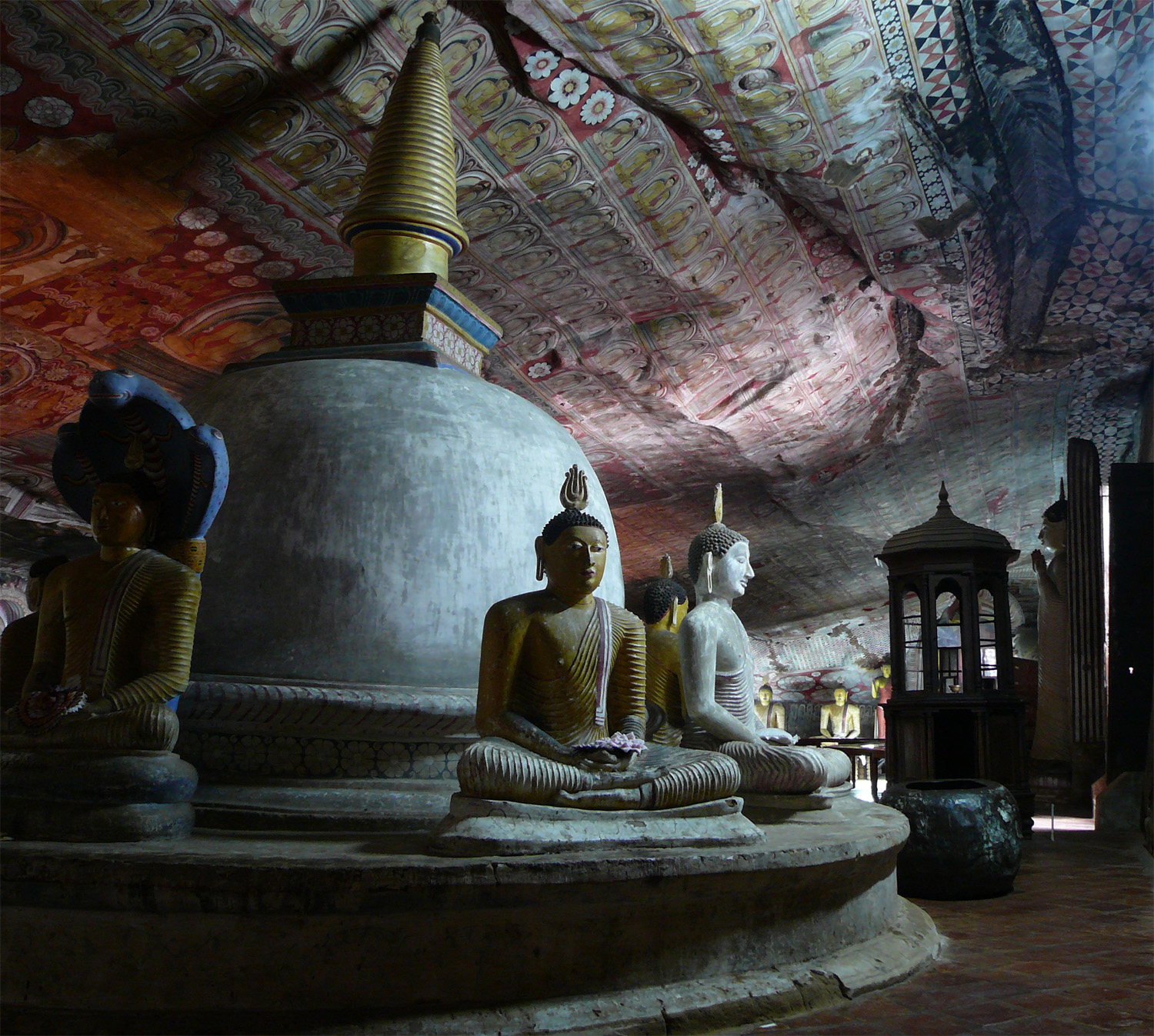
ダンブッラの黄金寺院（スリランカ）
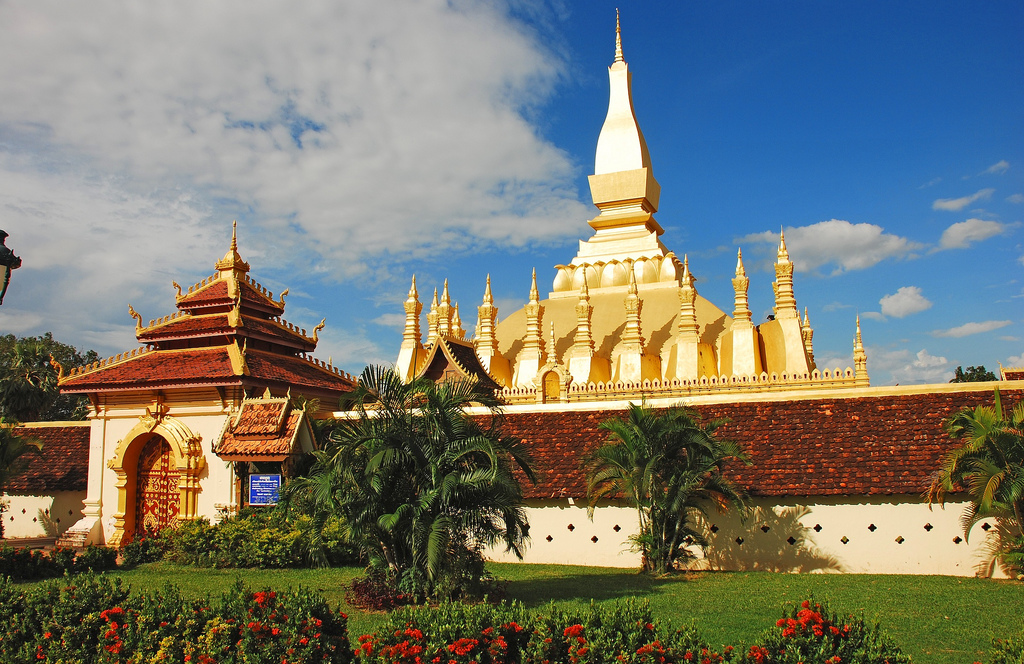
タート・ルアン（ラオス）

### 註釈
1. ↑  この名称は前田慧學の説による[3]。
2. ↑  テーラヴァーダとは「長老の教え」という意味[4]。
3. ↑  佐々木閑は、大乗仏教が部派横断的に多発した運動群であったという考えから、現存の南方上座仏教は一部派というよりも部派の概念では捉えられない前部派的な形態の仏教集団と見ることができるという見解を提出している[11]。
4. ↑  また、巴: Mahā thera で「大上座」と訳される[15]。
5. ↑  「小乗」は「ヒーナ（捨てられた、卑しい、劣った）[17]ヤーナ（乗り物）」の翻訳であり大乗仏教側から見た差別的意味を含む。
6. ↑  法を理解しないこと、すなわち四諦、十二縁起などに対する無知[21]。
7. ↑  ただし、現存する阿含経典は根本分裂後の部派を経由して伝えられたものであり、口伝で伝承されていた初期仏教の時代の経そのままではないと指摘される[31]。
8. ↑  スリランカの年代記『島史』や『大史』によると、この部派の呼称は「上座部」（テーラヴァーディン）または「分別説部」（ヴィバッジャヴァーディン）である。また、インド北伝の伝承では、「有分識」を説く部派を玄奘訳の『摂大乗論』無性釈においては「分別説部」とし[39]、また、九心輪思想を唱える分別説部を「上座部」とも呼んでいる[40]。ただし佐々木閑は、上座部は大衆部を除く諸部派の総称でもあり、この呼称をスリランカなどの南方諸国に伝わる部派のみを指す固有名として用いるべきか明らかでないと指摘している[41]。
9. ↑  テーラヴァーダという言葉の初出は、スリランカの史書『島史』における第一結集にかんする記述のなかにある。ここでは、500人の長老（上座）たちによって結集された法と律の集合が Theravāda と呼ばれている。上座部仏教の研究者である馬場紀寿によれば、これは後発の部派であったと考えられるスリランカ上座部が自らを第一結集の仏説を継ぐ正統派であると主張したことを示すものである[43]（馬場紀寿は『島史』のこの文脈において、Theravāda という語を「上座たちによる法と律の集約」については「上座説」、それを継承する集団については「上座部」と二通りに読み[43][44]、上座説を「結集仏説」とパラフレーズしている[45]）。